# Nymphargus posadae
Nymphargus posadae es una especie de anfibio anuro de la familia Centrolenidae.

## Distribución geográfica
Esta especie habita entre los 1100 y 2800 m de altitud:
- en Colombia, en los departamentos de Caldas, Huila y Cauca, en la vertiente oriental de la Cordillera Central;
- en Ecuador, en las provincias de Sucumbíos, Napo y Zamora-Chinchipe en la vertiente oriental de la Cordillera Oriental;
- en Perú, en la provincia de Condorcanqui, en la región de Amazonas, en el lado suroeste de la Cordillera del Cóndor.[4]

## Descripción
Los machos miden de 32.7 a 34.1 mm y las hembras de 30.2 a 33.3 mm.

## Publicación original
- Ruiz-Carranza & Lynch, 1995 : Ranas Centrolenidae de Colombia. V. Cuatro nuevas especies de Cochranella de la Cordillera Central. Lozania, vol. 62, p. 1-23.[5]